# Gare d’Angers-Saint-Laud
Gare d’Angers-Saint-Laud vasútállomás Franciaországban, Angers településen.

## Vasútvonalak
Az állomást az alábbi vasútvonalak érintik:
- Tours–Saint-Nazaire-vasútvonal
- Angers-Saint-Laud-La Flèche-vasútvonal
- Le Mans–Angers-vasútvonal

## Kapcsolódó állomások
A vasútállomáshoz az alábbi állomások vannak a legközelebb:
- Gare de Savennières - Béhuard (Gare de Saint-Nazaire, Tours–Saint-Nazaire-vasútvonal)
- Gare de La Bohalle (Gare de Tours, Tours–Saint-Nazaire-vasútvonal)
- Gare d’Angers-Maître-École
- Gare de Trélazé